# Nathan O'Toole
Nathan O'Toole (nacido 17 de marzo de 1998) es un actor irlandés, conocido por interpretar el papel del joven Bjorn 'brazo de hierro' en las dos primeras temporadas de la serie de televisión de 2013 Vikings. También participó en la serie The Borgias como Vincenzo. Él vive en Dunshaughlin.

## Filmografía
Televisivo
| Año       | Serie               | Función  | Notas                                                        |
| --------- | ------------------- | -------- | ------------------------------------------------------------ |
| 2012      | The Borgias         | Vincenzo | 2 episodios temporada 2 (El Asedio en Forli, Día de Cenizas) |
| 2013–2016 | Vikings             | Bjorn    | 11 episodios en temporadas 1, 2 y 4;                         |
| 2014      | El penique Terrible | Ernest   | S01E03: "Resurrección"                                       |